# Seedbox
Seedbox (рус. Сидбокс) — частный выделенный сервер, с установленным на нём специальным программным обеспечением, используемый для получения и распространения файлов. Из любого компьютера можно сделать Seedbox, в этой роли может использоваться дешёвый ноутбук или мощный HTPC. Аппаратные Seedbox комплексы используется в основном для сетей BitTorrent для получения и раздачи данных, хотя и применимы к сетям eDonkey2000 и другим. Seedbox обычно подключают к высокоскоростным ЛВС, часто через линию 100 Мбит/с или более быструю. Данные попадают на seedbox от других пользователей BitTorrent и оттуда потом могут быть получены с высокой скоростью с помощью HTTP-, FTP-, SFTP- или rsync-протоколов.
Seedbox совместимы с основными операционными системами (Windows, Linux, Mac OS X). Более дорогие seedbox позволяют работать с VNC-соединением, NX или remote desktop protocol на некоторых Windows-основанных seedbox, позволяя многим популярным клиентам работать удалённо. Другие seedbox используют в своей базе веб-клиенты Transmission, rTorrent, μTorrent или TorrentFlux.
Seedbox, установленные в удалённых местоположениях, могут использоваться для сокрытия IP-адресов пользователей. Существуют десятки провайдеров, предоставляющих виртуальные серверы для использования в качестве Seedbox.